# Глиник
Глиник — річка в Україні, у Малинському районі Житомирської області. Ліва притока Ірши (басейн Дніпра).

## Опис
Довжина річки приблизно 5,6 км.

## Притока
- Зимівка (права).

## Розташування
Бере початок на південному сході від Кутища. Тече переважно на південний захід понад Крушниками і впадає у річку Іршу, ліву притоку Тетерева.